# Edward Ryba
Edward Ryba CSsR (ur. 5 listopada 1933 w Jaworzu Dolnym k. Pilzna, zm. 18 grudnia 2011 w Gdyni) – polski duchowny, kapelan „Solidarności”.

## Życiorys
Urodził się 5 listopada 1933 roku w Jaworzu Dolnym. Jego rodzicami byli Kajetan i Katarzyna z d. Świątek, z zawodu rolnicy. Miał 3 braci i 2 siostry. Ukończył 8 lat szkoły podstawowej, a później był 3 lata w niższym seminarium duchownym oo. Redemptorystów w Toruniu.
15 lipca 1951 roku rozpoczął nowicjat w klasztorze w Braniewie. Przez opiekuna nowicjatu, ojca Stanisława Solarza, był uważany za posłusznego, skromnego, dobrego do współpracy. 2 sierpnia 1952 roku złożył pierwsze śluby zakonne. Następnie studiował filozofię w Toruniu. 24 sierpnia 1958 roku przyjął święcenia kapłańskie z rąk ks. arcybiskupa Włodzimierza Jasińskiego w Tuchowie, gdzie ukończył studia teologiczne. W latach 1959–1960 ukończył tirocinium pastoralne (przygotowanie oo. redemptorystów do działalności misyjnej) w Krakowie.
O. Edward Ryba zmarł po długiej chorobie 18 grudnia 2011 roku w Gdyni-Oksywiu w Hospicjum św. Wawrzyńca. Został pochowany w grobowcu zakonnym redemptorystów na cmentarzu w Gdyni Witominie.
4 czerwca 2009 roku został odznaczony Krzyżem Komandorskim Orderu Odrodzenia Polski z rąk prezydenta RP Lecha Kaczyńskiego w gmachu „Solidarności” w Gdańsku.

## Życie kapłańskie
- 1961–1971 – wikariusz kaplicy Matki Bożej Nieustającej Pomocy na osiedlu Bór w parafii św. Józefa w Skarżysku-Kamiennej,
- 1972–1984 – proboszcz parafii Matki Bożej Nieustającej Pomocy w Gdyni – budowniczy kościoła i domu zakonnego redemptorystów,
- 1984–1985 – wikary w parafii św. Klemensa Hofbauer w Głogowie,
- 1986–1992 – proboszcz parafii w Mierzynie k. Szczecina i przełożony placówki redemptorystów,
- 1992–1999 – proboszcz parafii pw. Najświętszego Odkupiciela w Szczecinie i ojciec duchowny dekanatu Szczecin Pogodno,
- 1999–2011 – ksiądz emeryt w parafii Matki Bożej Nieustającej Pomocy (oo. redemptoryści) w Gdyni[1].

## NSZZ „Solidarność”
W dniach 17–31 sierpnia 1980 roku ks. Edward Ryba wraz z ks. Hilarym Jastakiem odprawiali codziennie nabożeństwa w Stoczni im. Komuny Paryskiej i w Zarządzie Portu Gdynia. Od 13 grudnia 1981 roku do 1983 roku odprawiał msze za Ojczyznę, głosił patriotyczne kazania, współorganizował pomoc dla rodzin osób internowanych i represjonowanych (m.in. w kontakcie z parafią św. Wincentego w Menden w RFN, skąd przyjeżdżały transporty m.in. z żywnością i odzieżą).
Gdy przeniesiono go do Głogowa, miał objąć probostwo, jednak Wydział ds. Wyznań Wojewódzkiej Rady Narodowej w Legnicy nie zaakceptował go z powodu „nielojalności politycznej”.